# Mary Blair Moody
Mary Jane Blair Moody (8 août 1837-18 août 1919) est une médecin, anatomiste et éditrice américaine. Elle est la première femme à recevoir un diplôme du Buffalo Medical College, la première femme à être membre de l'American Association of Anatomists et l'une des premières femmes à pratiquer la médecine à New Haven, Connecticut. Sa maison est inscrite au registre national des lieux historiques sous le nom de Dr. Mary B. Moody House.

## Jeunesse
Mary Jane Blair est née le 8 août 1837 à Barker, comté de Broome, New York, fille d'Asa Edson Blair et de Caroline Pease. Sa mère a connu une brève renommée en tant que poète sous le nom de plume Waif Woodland,. Elle est l'un des sept enfants. Elle poursuit ses études tout en travaillant comme enseignante dans les écoles publiques. À un moment donné, elle travaille comme enseignante pour son oncle Lewis Pease,.
En 1860, Blair épouse Lucius Wilbur Moody, un administrateur scolaire. Le couple déménage à Buffalo où Lucius entre dans le secteur des assurances, et finalement ils ont sept enfants. Pendant son mariage, elle poursuit ses études, fréquentant le Woman's Medical College de Pennsylvanie, mais la maladie et les besoins de sa famille l'empêchent d'obtenir son diplôme.
En 1874, Moody est la première femme étudiante en médecine au Buffalo Medical College (aujourd'hui SUNY Buffalo). Elle rencontre une certaine résistance de la part de la faculté, bien qu'en général ils "l'aient bien traitée". Malgré cela, elle obtient son doctorat en médecine en 1876 avec mention. Elle est la première femme à recevoir un diplôme de médecine de cette institution. Une terrasse du complexe Joseph P. Ellicott de l'école est maintenant nommée en son honneur,.

## Carrière
Moody pratique la médecine pendant environ neuf ans à Buffalo, New York au Gymnase Féminin. En 1882, elle fonde le dispensaire pour femmes et enfants à Buffalo et en est le médecin principal. Elle rédige des critiques de livres pour le Buffalo Medical and Surgical Journal et a été rédactrice en chef du Bulletin du Buffalo Naturalist Field Club.

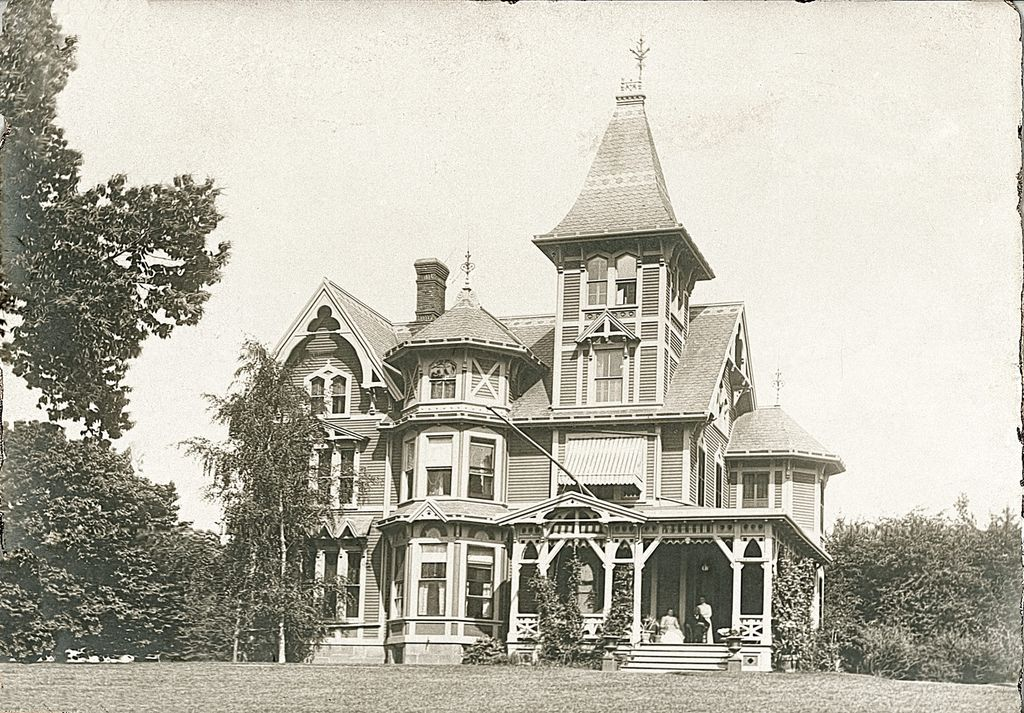
La maison du Dr Mary B. Moody à New Haven où Moody a pratiqué la médecine de 1890 à 1903

Moody et sa famille déménagent à New Haven, Connecticut en 1886, où son mari dirige le bureau d'État de la Northwestern Mutual Life Insurance Company. Moody s'impose rapidement comme l'une des rares femmes médecins de la ville. Elle est membre de la Connecticut Medical Society et de la National Medical Association et en 1894, elle est la première femme membre de l'American Association of Anatomists.
L'intérêt de Moody pour la science s'étend au-delà de la médecine à des domaines tels que la botanique. Elle conserve des liens avec l'Association Microscopique américaine et l'Association américaine pour l'avancement des sciences. Elle découvre une espèce d'orchidée aux États-Unis appelée Epipactis latifolia que l'on pensait auparavant seulement trouvée au Royaume-Uni. Elle est nommée Fellow de l'Association américaine pour l'avancement des sciences pour son travail.
Après la mort de son mari en janvier 1903, Moody déménage à Pasadena, en Californie, pour vivre près de deux de ses fils, dont l'un, Robert Orton Moody, épouse Agnes Claypole Moody. Un autre de ses fils, Arthur, est le père du journaliste et sénateur américain Blair Moody (en) et un autre Charles Amadon Moody est le rédacteur en chef de Out West. Elle revient plus tard à New Haven pour vivre avec sa fille, Mary Grace Moody.
Moody est décédée à New Haven le 18 août 1919 à l'âge de 82 ans et est enterrée au cimetière Spring Forest dans le comté de Broome, New York, près de l'endroit où elle est née. Sa maison à New Haven est préservée sous le nom de Dr. Mary B. Moody House et est inscrite au registre national des lieux historiques en 2017.